# 19855 Borisalexeev
19855 Borisalexeev este un asteroid din centura principală de asteroizi.

## Descriere
19855 Borisalexeev este un asteroid din centura principală de asteroizi. A fost descoperit pe 24 octombrie 2000 la Socorro, New Mexico, în cadrul proiectului LINEAR. Asteroidul prezintă o orbită caracterizată de o semiaxă mare de 2,98 ua, o excentricitate de 0,09 și o înclinație de 9,1° în raport cu ecliptica.